# Love Wedding Repeat
Love Wedding Repeat är en brittisk romantisk komedifilm från 2020. Filmen är regisserad av Dean Craig som även skrivit filmens manus.
Filmen hade svensk premiär, på Netflix, den 10 april 2020.

## Handling
Filmen handlar om Jack som får vara med om olika versioner av samma dag som också är hans systers bröllopsdag. Förutom att stöta på störiga gäster träffar han även en gammal kärlek på bröllopet.

## Rollista (i urval)
- Olivia Munn – Dina
- Sam Claflin – Jack
- Freida Pinto – Amanda
- Eleanor Tomlinson – Hayley
- Joel Fry – Bryan
- Jack Farthing – Marc